# Rudolf Schilberg

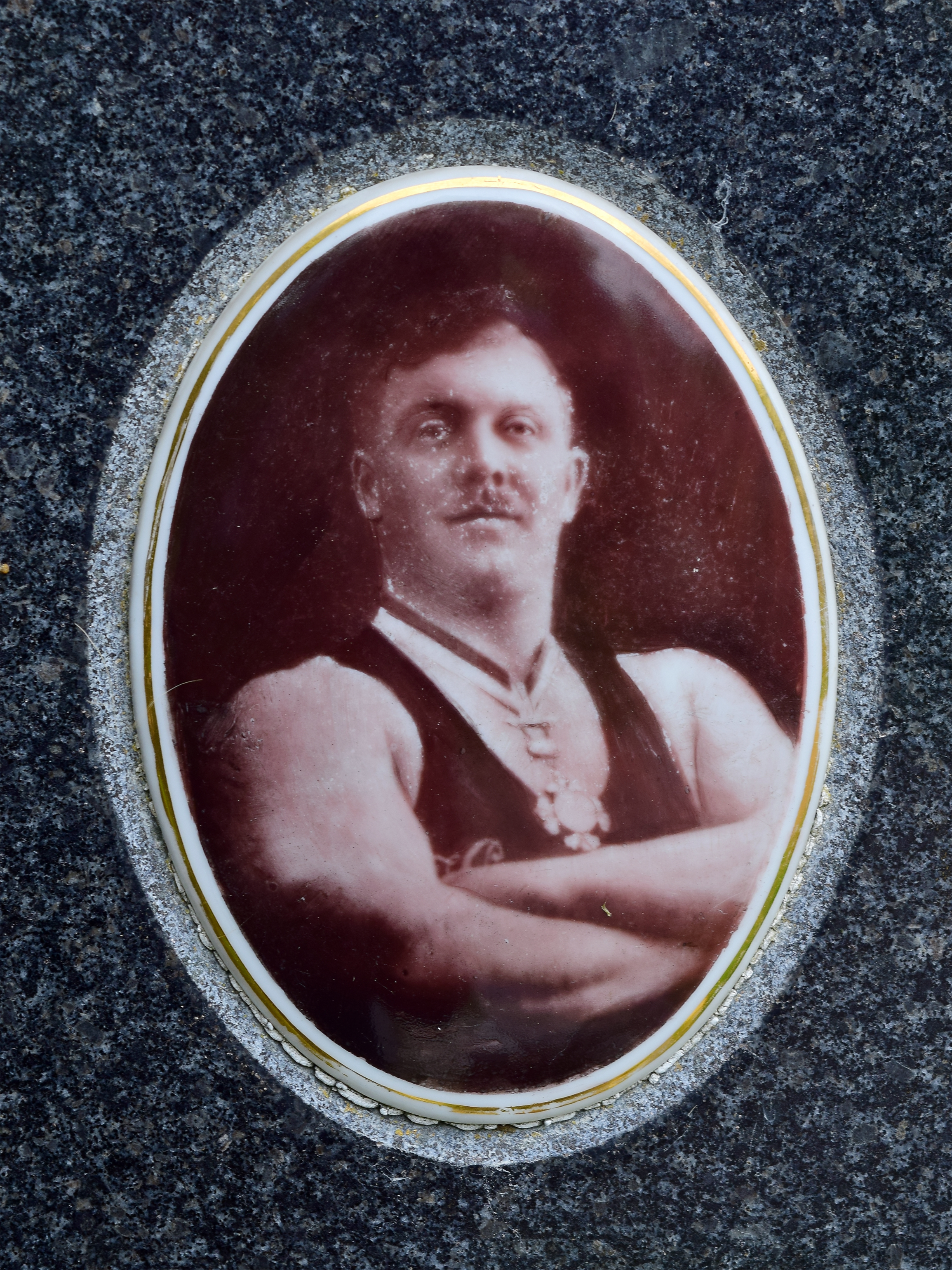
Bild auf seinem Grab am Wiener Zentralfriedhof

Rudolf Schilberg (* 29. September 1894 in Wien; † 30. Juli 1961 ebenda) war ein österreichischer Gewichtheber. Er war 1929 und 1930 Vizeeuropameister im Schwergewicht.

## Werdegang
Rudolf Schilberg wuchs in Wien auf. Er kam erst nach dem Ersten Weltkrieg mit dem Gewichtheben in Berührung, also zu einem Zeitpunkt, als er schon über 20 Jahre alt war. Die österreichischen Gewichtheber waren zwischen 1900 und dem Beginn des Ersten Weltkrieges in der Welt tonangebend. Insbesondere die Schwergewichtler heimsten in dieser Zeit einen Erfolg nach dem anderen ein. Es sei dabei an die Namen Josef Grafl, Josef Steinbach, Karl Swoboda und Berthold Tandler erinnert. Rudolf Schilberg trat Mitte der 1920er Jahre zusammen mit Josef Leppelt in die Fußstapfen dieser großen Heber, wenngleich er auf der internationalen Heberbühne nicht ganz so erfolgreich wurde. Er gehörte dem Schwerathletik-Klub Germania Wien an.
Rudolf Schilberg lebte während seiner ganzen Gewichtheber-Karriere von seiner Kraft. Mit den technischen Übungen, insbesondere dem beidarmigen Reißen, stand er auf Kriegsfuß. Wäre er hierin nur etwas stärker gewesen, hätte er sicher noch größere Erfolge eingeheimst. Es ist deshalb nicht verwunderlich, dass seine erste Leistung, die international Aufsehen erregte ein Weltrekord im beidarmigen Drücken war. Er erzielte diesen am 18. März 1926 in Wien mit 122,5 kg und übertraf damit den alten Weltrekord von Josef Alzin aus Luxemburg um 2 Kilogramm. Im Laufe der nächsten Jahre schraubte er diesen Weltrekord auf 133 kg, den er 1930 in Wien erzielte.
Für die Teilnahme an den Olympischen Spielen 1924 in Paris konnte sich Rudolf Schilberg noch nicht qualifizieren. Deshalb wurde der Sieg bei den deutschen Kampfspielen 1926 in München sein erster großer Erfolg. Er besiegte dabei im Schwergewicht im Fünfkampf mit 530 kg Josef Straßberger aus München, den Weltmeister von 1920 und Europameister von 1921 und den künftigen Olympiasieger von 1928, der auf 525 kg kam. Das war die erste Niederlage, die Straßberger nach 1920 bei einer Meisterschaft einstecken musste. An anderen internationalen Meisterschaften zwischen 1924 und 1928 konnte Rudolf Schilberg nicht teilnehmen, weil schlichtweg keine stattfanden.
Rudolf Schilberg war dann bei den Olympischen Spielen 1928 in Amsterdam am Start und erreichte im Schwergewicht mit 355 kg im olympischen Dreikampf den 4. Platz. Bis zur Silbermedaille fehlten ihm dabei nur 5 kg. Der erste Medaillengewinn bei einer internationalen Meisterschaft gelang ihm dann bei der Europameisterschaft 1929 in Wien. Hier erzielte er im olympischen Dreikampf 360 kg und wurde damit hinter Josef Straßberger, der 372,5 kg erzielte, zweiter Sieger.
Den gleichen Platz belegte er auch bei der Europameisterschaft 1930 in München. Er erzielte im olympischen Dreikampf 370 kg und hatte dabei die Genugtuung Josef Straßberger, der ebenfalls 370 kg erzielte, durch sein geringeres Körpergewicht auf den 3. Platz zu verweisen. An den Sieger, den als Gast an diesen Meisterschaften teilnehmenden Ägypter Sayed Nosseir, kamen beide nicht heran, der für ihn schwache 375 kg erzielte.
Bei der österreichischen Meisterschaft 1931 in Wien erzielte Rudi Schilberg im olympischen Dreikampf mit 380 kg (130-105-145 kg) die beste Leistung seiner Laufbahn. Bei der Europameisterschaft 1931 in Luxemburg musste er jedoch vor dem beidarmigen Stoßen wegen einer Verletzung aufgeben, sodass er bei dieser Meisterschaft unplatziert blieb. An den Olympischen Spielen 1932 in Los Angeles konnte er nicht teilnehmen, weil der österreichische Gewichtheber-Verband kein Geld hatte, um ihn nach Los Angeles zu entsenden. Auch bei der Europameisterschaft 1933 in Essen fehlte er, wie die gesamte österreichische Mannschaft, weil der österr. Gewichtheber-Verband nach der Machtergreifung der Nazis in Deutschland aus politischen Gründen keine Mannschaft nach Deutschland schickte.
Bei der Europameisterschaft 1934 in Genua war Rudi Schilberg, inzwischen schon 40 Jahre alt, wieder am Start. Er erzielte im Dreikampf 357,5 kg und erreichte damit im Schwergewicht den 5. Platz. Er sah dabei auch den Stern des Deutschen Josef Manger aufgehen, der 1936 in Berlin Olympiasieger wurde und 1934 in Genua erstmals bei einer internationalen Meisterschaft am Start war.
Zum Abschluss seiner Laufbahn startete Rudolf Schilberg 1936 in Berlin noch einmal bei Olympischen Spielen. Er hatte sich dazu in eine gute Form gebracht und erzielte mit 372,5 kg im olympischen Dreikampf ein gutes Ergebnis, das aber nur mehr für den 8. Platz reichte.
Die Bestleistungen von Rudolf Schilberg in den einzelnen Disziplinen waren 133 kg im beidarmigen Drücken, 107,5 kg im beidarmigen Reißen und 150 kg im beidarmigen Stoßen.
Nach seiner aktiven Laufbahn blieb Rudolf Schilberg dem Gewichtheben treu. Er wurde Obmann von Wien im österreichischen Gewichtheber-Verband und war nach 1950 lange Jahre Sportwart im österreichischen Gewichtheber-Verband. Als solcher war er Mitorganisator der Weltmeisterschaften, die 1954 und 1961 in Wien stattfanden.

## Internationale Erfolge
(OS = Olympische Spiele, EM = Europameisterschaft, FK = Fünfkampf, OD = olympischer Dreikampf, S = Schwergewicht, damals über 82,5 kg Körpergewicht)
- 1926, 1. Platz, Deutsche Kampfspiele in Köln, FK, S, mit 530 kg, vor Josef Straßberger, München, 525 kg u. Otto Österlin, Karlsruhe, 490 kg;
- 1928, 4. Platz, OS in Amsterdam, OD, S, mit 355 kg, hinter Josef Straßberger, Deutschland, 372,5 kg, Arnold Luhaäär, Estland, 360 kg und Jaroslav Skobla, Tschechoslowakei, 357,5 kg, vor Josef Leppelt, Österreich, 355 kg;
- 1929, 1. Platz, Intern. Meisterschaft von Böhmen u. Mähren in Zlín, OD, S, mit 350 kg, vor Jaroslav Skobla, 345 kg u. Stropek, Österreich, 300 kg;
- 1929, 2. Platz, EM in Wien, OD, S, mit 360 kg (122,5-102,5-135), hinter Joser Straßberger, 372,5 kg u. vor Jaroslav Skobla, 350 kg;
- 1930, 2. Platz, Deutsche Kampfspiele in Breslau, OD, S, mit 360 kg (125-100-135), hinter Josef Straßberger, 370 kg (125-105-140) u. vor Ernst Krebs, Österreich, 345 kg;
- 1930, 2. Platz, EM in München, OD, S, mit 370 kg (127,5-107,5-135), hinter Sayed Nosseir, Ägypten, 375 kg (105-120-150) und vor Josef Straßberger, 380 kg (120-110-140);
- 1931, unpl., EM in Luxemburg, OD, S, Aufgabe wegen Verletzung nach 120 kg im Drücken und 105 kg im Reißen; Sieger: Sayed Nosseir mit 395 kg vor Nikolaus Ries, Deutschland, 367,5 kg u. Josef Straßberger, 365 kg;
- 1934, 5. Platz, EM in Genua, OD, S, mit 357,5 kg (120-102,5-135) hinter Vaclav Psenicka, Tschechoslowakei, 395 kg, Josef Manger, Deutschland, 382,5 kg, Josef Straßberger, 382,5 kg u. Dumoulin, Frankreich, 357,5 kg;
- 1936, 8. Platz, Olympische Spiele in Berlin, OD, S, mit 372,5 kg (125-107,5-140); Sieger: Josef Manger, 410 kg vor Vaclav Psenicka, 402,5 kg u. Arnold Luhaäär, 402,5 kg

## Österreichische Meisterschaften
Rudolf Schilberg war vielemale österreichischer Meister im Schwergewicht. Bekannt sind seine Siegesleistungen von 1930: 372,5 kg, 1931: 380 kg u. 1933: 362,5 kg jeweils im olympischen Dreikampf.

## Weltrekorde
- 1926 in Wien, 122,5 kg im beidarmigen Drücken,
- 1928 in Wien, 126 kg im beidarmigen Drücken,
- 1929 in Wien, 128 kg im beidarmigen Drücken,
- 1929 in Wien, 130 kg im beidarmigen Drücken,
- 1930 in Wien, 133 kg im beidarmigen Drücken